# EconBiz
EconBiz ist ein Recherche-Fachportal für Wirtschaftswissenschaften und wird von der ZBW – Leibniz-Informationszentrum Wirtschaft betrieben. Es bietet die Suche nach Fachzeitschriften, Arbeitspapieren und Konferenzen in BWL und VWL.

## Geschichte
EconBiz wurde im Rahmen eines DFG-geförderten Projektes gemeinsam von der ZBW - Leibniz Informationszentrum Wirtschaft und der Universitäts- und Stadtbibliothek Köln (USB Köln) entwickelt. Das Portal ging im September 2002 erstmals online. Seit 2013 wird EconBiz in alleiniger Verantwortung durch die ZBW weitergeführt.
Bei einer Überarbeitung im Oktober 2010 wurde die Metasuche gegen einen Suchmaschinenindex (Lucene/SOLR) ausgetauscht. Zudem wurde der Standard-Thesaurus Wirtschaft (STW) eingebunden, um eine automatische Suche nach Synonymen und Übersetzungen eines Begriffs zu ermöglichen. Durch die Einbindung verschiedener Webservices wie z. B. die Elektronische Zeitschriftenbibliothek und die Zeitschriftendatenbank kann überprüft werden, wo eine Quelle verfügbar ist. Über das Open URL Gateway des Hochschulbibliothekszentrums des Landes Nordrhein-Westfalen (hbz) kann zudem bei dort registrierten Bibliotheken überprüft werden, ob z. B. ein Buch im Bestand der eigenen Bibliothek vorhanden ist.
Seit 2013 wird das Opensource-Suchsystem VuFind für EconBiz eingesetzt. 2017 wurde eine optische und technische Überarbeitung vorgenommen. Alle Bereiche von EconBiz sind seitdem für mobile Endgeräte optimiert. Mit dieser Optimierung wurden auch die Ausleihfunktionen für registrierte Nutzer der ZBW in EconBiz integriert.

## Angebote
Als Fachportal bietet EconBiz eine Reihe von Diensten:
- Literaturrecherche: Der Suchmaschinenindex erlaubt Zugang zu internationalen wirtschaftswissenschaftlichen Literaturnachweisen und Volltexten, wobei pro Anfrage mehrere deutsche und internationale Datenbanken gleichzeitig durchsucht werden. Berücksichtigt werden sowohl gedruckte und elektronische Aufsätze, Bücher, Working Paper und Zeitschriften.
- Zugang zum Volltext und Verfügbarkeitsservice: Für viele Online-Quellen ist der Zugang zum frei verfügbaren Volltext vorhanden. Durch integrierte Webservices lässt sich zudem die Verfügbarkeit einer gedruckten oder (kostenpflichtigen) elektronischen Quelle in der eigenen Bibliothek feststellen. Ein Großteil der Publikationen kann über den Dokumentlieferdienst subito bestellt werden.
- Veranstaltungskalender: Ebenfalls integriert ist eine Übersicht über aktuelle nationale und internationale Veranstaltungen im Bereich der Wirtschaftswissenschaften wie z. B. Konferenzen, Tagungen und Summer Schools. Über ein Formular können weitere relevante Veranstaltungen gemeldet werden.
- Online-Auskunft: Im Rahmen der integrierten Online-Auskunft Research Guide EconDesk haben Nutzer die Möglichkeit, während der Recherche per E-Mail, Chat oder Telefon kostenlos bibliothekarische Auskünfte zu wirtschaftswissenschaftlichen Themen einzuholen.
- Online-Recherchekurs: Im Bereich „Wissenschaftlich arbeiten“ werden Videos und Tutorials zur Verbesserung der Informationskompetenz angeboten. Die Angebote sollen Studierende bei allen Rechercheaufgaben der akademischen Arbeit unterstützen und stehen Lehrenden zur Nachnutzung zur Verfügung.
- Nobelpreisträger/innen der Wirtschaftswissenschaften: Im Beta-Bereich von EconBiz gibt es eine Liste der Preisträgerinnen des Nobel-Gedächtnispreises für Wirtschaftswissenschaften.

EconBiz wird auf Deutsch, Englisch, Französisch und Spanisch angeboten.
Neue Dienste werden im Beta-Bereich vorgestellt und können dort getestet werden.

## Kooperationen und Partnerschaften
Im Rahmen des EconBiz Partnernetzwerks haben verschiedene ausländischen Bildungs- und Forschungseinrichtungen das Portal als Suchoption auf ihrer Homepage eingebunden.